# نواکولیت
نواکولیت (به انگلیسی: Novaculite) نواکولیت یا سنگ آرکانزاس نوعی سنگ کریپتوکریستالی با شاخص ۱ تا ۵ میکرون ناشی از رسوب کریستال های کوچک کوارتز است. نواکولیت از سیلیسیکا به شکل سنگ چرت یا سنگ آتش‌زنه تشکیل شده‌است و معمولاً رنگ‌های آن بین طیف سفید تا سیاه است.
معمولاً نواکولیت در نواحی جنوبی آمریکا، شرق آسیا و بخش‌هایی از ایران یافت میشود. این سنگ ها به دلیل سمباده کردن ظریف فلزات برای تیز کردن یا مطالعات کریستالوگرافیک معروف هستند. و یکی از ساینده های طبیعی محسوب میشوند.
نام نواکولیت برگرفته از کلمه لاتین novacula به معنای چاقوی تیز است. که اشاره به استفاده هوموهابیلیس‌ها (Homo habilis) از آن در دوران پارینه‌سنگی (Paleolithic) برای تیز کردن دارد.

## معادن نواکولیت
تخته‌های نواکولیت عمدتاً در سه منطقه نواحی جنوبی آمریکا، نواحی غربی ایران ،و ژاپن یافت می‌شود
نواحی جنوبی آمریکا: عمدتاً در بخش های جنوبی ایالات مرکزی و ایالات جنوبی یافت می‌شود برای مثال کوه‌های اواچیتا آرکانزاس، اوکلاهاما و مناطق ماراتون آپلیفت و سولیتریو تگزاس مکان های خوبی برای یافتن تخته های نواکولیت هستند.
نواحی شرقی آسیا: در ژاپن، منطقه تاکاماتسو معروف به استخراج نواکولیت است.
تاکاماتسو یک شهر در استان گیفو واقع در جزیره هونشو در ژاپن است. منطقه اطراف تاکاماتسو مشهور به وجود معادن نواکولیت است. سنگ نواکولیت از این منطقه به دست می‌آید و در صنایع مختلف مصرف می‌شود، از جمله صنعت تولید ابزارهای سنگی و هنرهای سنگ‌تراشی.
نواحی شرقی و مرکزی ایران: به‌طور کل در تربت حیدریه و مناطقی از خراسان و سمنان و یزد از معادن نواکولیت یافت میشود. که برای تولید ساینده‌های طبیعی کاربرد دارد.

## خصوصیات فیزیکی
سنگ نواکولیت از رشد رسوبات کوارتز و رشد بلور های کوارتز در فواصل بسیار کم تشکیل شده و مشخصا دارای کریستالیت های کوارتز با پولاریزاسیون های زیادی است که همین ازدیاد مرزدانه ها موجب استحاله های شدید در پولاریزاسیون صفحات تحت تنش نسبت به دما های بالا و چقرمگی پایینتر از کوارتز و نزدیک تر بودن به تسلیم، اما از طرفی استحکام ۴ برابری آن در برابر کریستال کوارتز شده است.
به طور میانگین شبکه ی حاصل از کریستالیت های کوارتز، ماده ای چگال تر از بلور کوارتز حاصل کرده است اما با وجود مرزهای دانه بسیار زیاد در پلی کریستال ها ، در نواکولیت آب بسیار راحت تر از کوارتز نفوذ میکند.
در دما های پایین اعمال تنش بر شبکه ی نواکولیت باعث تغییرات قطبش صفحات بلوری نمی شود اما با افزایش دما شاهد رشد بسیار سریع تحول قطبش صفحات در شبکه ی نواکولیت هستیم که نشان از تسلیم و سستی سریع تر نواکولیت در دما های بالا را دارد اما در دما های پایین تر (300 درجه ی سلسیوس) نواکولیت بسیار ممان در برابر تنش برخورد میکند و تغییر قطبش صفحات بسیار اندک خواهد بود.

## کاربرد
بومیان آمریکایی اولین افرادی بودند که نواکولیت را معدنکاری کردند و متوجه شکست صدفی نواکولیت شدند؛ آنها از نواکولیت برای ساخت سلاح های با نوک تیز و آلات برش استفاده کردند.
مهاجران اروپایی در امریکا، کاشفان خاصیت تیزکنندگی نواکولیت برای سلاح های فلزی خود بودند؛ آنها بعد از علم به این خاصیت تیزکنندگی اقدام به تولید ابزار های تیزکننده پرداختند.
محبوبیت و شهرت نواکولیت تا قرن ابتدای قرن 19 ادامه داشت و پس از آن با معرفی ابزار ها و تیغه هایی که نیاز به تیزشدن مجدد نداشت، تقاضا و مجبوبیت نواکولیت کاهش یافت.
باری دیگر در قرن 20 با معرفی ساینده های جدیدتر این تقاضا بیشتر از گذشته کاهش یافت.
نواکولیت علاوه بر کاربرد سایندگی، به علت دوام بالا در برابر سایش، مدتی به بعنوان یک لایه فونداسیون جاده و بالاست خط ریلی استفاده می شد اما خاصیت سایندگی آن باعث عدم پایداری نواکولیت در این صنایع شد. این ساییدگی به حدی است که تجهیزات حفاری و سنگ شکن های معدن را نیز هنگام استخراج آن مورد تخریب و استهلاک شدیدی واقع می کند.
در حدود ۲٫۶ میلیون سال پیش این سنگ توسط انسان ماهر به عنوان آتش‌زنه و سنگ تیز برای استفاده به عنوان چاقو کاربرد داشت این کاربری حتی تا ۱۰ هزار سال پیش توسط انسان خردمند (Homo sapiens) نیز ادامه داشت.
امروزه از لایه های بالایی هوازده نواکولیت آرکانزاس، معروف به tripoli یا "سنگ پوسیده"، که سرشار از سیلیس هستند و به عنوان یک افزودنی عملکردی یا پرکننده در صنایع پوشش ها، چسب ها، درزگیرها و الاستومرها استفاده می‌شنوند. تریپولی در شرق هات اسپرینگز (Hot Springs) واقع در ارکانزاس توسط شرکت Malvern Minerals استخراج می‌شود.
کاربرد دیگر این سنگ که در بالاتر به آن اشاره کرده بودیم در تولید خمیرهای ساینده است. که در فرایند صیقل‌کاری و پرداخت سطح در مراحل آماده‌سازی مطالعات کریستالوگرافیک کاربرد دارد.
به‌طور کل خمیر های ساینده به دو دسته طبیعی (مانند: ماسه سنگ و سنگ امری) و مصنوعی (مانند: کاربید سیلیسیم ) تقسیم می‌شوند که نواکولیت در دسته طبیعی قرار میگیرد.
بعضا بعلت ویژگی های حرارتی نواکولیت و مقاومت حرارتی بالای آن از آن برای تولید لوازم نسوز و شیشه های پیرکس استفاده می شود.
همچنین نواکولیت در سنجش اسیدی برای تعیین میزان طلا یک نمونه استفاده می شود؛ برای انجام این سنجش باید یک نمونه از طلا را روی یک نواکولیت سیاه ریزدانه کشید تا باریکه ای از طلا روی آن نقش بگیرد، سپس با استفاده از محلولی معین از هیدروکلریک اسید و نیتریک اسید، یک قطره از محلول را روی باریکه می ریزند.